# Liste englischer Exonyme für deutsche Toponyme
In dieser Liste werden für Toponyme (Namen von Städten, Landschaften, Flüssen, Gebirgen usw.) der deutschsprachigen Welt die traditionellen englischen Entsprechungen angegeben. Wie immer bei Exonymen gilt: Je seltener sie gebraucht werden, desto größer die Wahrscheinlichkeit, dass – aus Unwissenheit oder mit Absicht – auch die Endonyme verwendet werden. So ist beispielsweise bei Basel ebenso die endonyme Form mit der Aussprache [ˈbaːzl̩] üblich.

## A
- Aix-la-Chapelle[1] – Aachen
- Allgovia – Allgäu
- Adige [ˈædɪʤeɪ] – Etsch
- Alps – Alpen
- Argovia – Aargau
- Augsburgh[1] – Augsburg
- Austria – Österreich

## B
- Basle [bɑːl] – Basel
- Baltic Sea – Ostsee
- Bavaria [bəˈveəriə] – Bayern
- Berne [bɜːn] – Bern
- Black Forest – Schwarzwald
- Blenheim [ˈblenɪm] – Blindheim
- Breslaw[1] – Breslau (Wrocław)
- Brisgow[1] – Breisgau
- Brunswick[1] [ˈ brʌnzwɪk] – Braunschweig

## C
- Carinthia [kəˈrɪnθiə] – Kärnten
- Cassel[1] [ˈkæsl̩] – Kassel
- Kleve [klɪːvz] – Kleve
- Coblence,[1] Coblenz [ˈkəʊblents] – Koblenz
- Colen[1] – Cologne [kəˈləʊn] – Köln
- Constance [ˈkɒnstəns] – Konstanz
- Lake Constance – Bodensee

## D
- Dantzic[1] – Danzig
- Danube [ˈdænjuːb] – Donau
- Darmstad[1] – Darmstadt
- Deuxponts,[1] Zweybrucken[1] – Zweibrücken
- Ditmarsh[1] – Dithmarschen
- Doesburgh[1] – Duisburg
- Dolomites – Dolomiten
- Duren[1] – Düren
- Durlack[1] – Durlach
- Dusseldorf – Düsseldorf

## E
- East Frisian Islands – Ostfriesische Inseln
- Eastphalia – Ostfalen
- East Belgium – Ostbelgien
- East Prussia – Ostpreußen
- Elb[1] – Elbe
- Electoral Palatinate – Kurpfalz
- Elwang[1] – Ellwangen (Jagst)
- Erford[1] – Erfurt

## F
- Frankfort-on-the-Main – Frankfurt am Main
- Franconia [fræŋˈkəʊniə] – Franken
- Friburgh[1] – Freiburg im Breisgau
- Frise,[1] Friseland[1] – Frisia (Friesland)
- Frisia [ˈfrɪziə] – Friesland
- Fuld[1] – Fulda

## G
- Giulick,[1] Gulick[1] – Jülich
- Glarys[1] – Glarus
- Glogaw[1] – Glogau (Głogów)
- Gottingen[1] – Göttingen
- Gripswald[1] – Greifswald
- Grisons – Graubünden

## H
- Hailbron[1] – Heilbronn
- Hambro,[1] Hamburgh,[1] Hambrough[1] – Hamburg
- Hamelin [ˈhæmlɪn] – Hameln
- Hanover [ˈhænəʊvəʳ] – Hannover
- Heligoland [ˈhelɪgəʊlænd] – Helgoland
- Hesse [ˈhes] oder Hessia – Hessen
- High Fens – Hohes Venn
- Holstein Switzerland – Holsteinische Schweiz

## I
- Ingolstad[1] – Ingolstadt
- Inspruck[1] – Innsbruck

## K
- Keyserswerd[1] – Kaiserswerth
- K-Town – unter amerikanischen Soldaten und deren Angehörigen die Kurzform für Kaiserslautern (Military Community)

## L
- Lake Constance – Bodensee
- Lawenburg[1] – Lauenburg/Elbe
- Leipsic, Leipsick,[1] Leipzick,[1] Lipsic[1] – Leipzig
- Lindaw[1] – Lindau
- Lower Saxony – Niedersachsen
- Lower Swabia – Niederschwaben
- Lucerne – Luzern
- Lusatia [luːˈseɪʃə] – Lausitz
- Luneberg – Lüneburg

## M
- Magdeburgh,[1] Maidenburg[1] – Magdeburg
- Maintz,[1] Mayence, Mentz[1] – Mainz
- Manheim[1] – Mannheim
- Masuria – Masuren
- Mecklemburg, Mecklenburgh[1] – Mecklenburg
- Mecklenburg–Western Pomerania[2] – Mecklenburg-Vorpommern
- Mersburgh[1] – Merseburg
- Meuse oder Maas – Maas
- Misnia[1] – Meissen
- Moselle [məʊˈzel] – Mosel
- Munich [ˈmjuːnɪk] – München

## N
- New East Prussia – Neuostpreußen
- North Frisian Islands – Nordfriesische Inseln
- North Rhine–Westphalia[2] – Nordrhein-Westfalen
- Nuremberg [ˈnjʊərəmbɜːg] – Nürnberg

## O
- Ore Mountains – Erzgebirge
- Osnabrugh,[1] Osnaburg – Osnabrück

## P
- Palatinate [pəˈlætɪnɪt] – Pfalz
- Passaw[1] – Passau
- Pomerania [ˌpɒməˈreɪniə] – Pommern
- Posna[1] – Posen (Poznań)
- Prussia – Preußen; entsprechend East Prussia, West Prussia

## R
- Ratisbon [ˈrætɪzbɒn], Ratisbone[1] – Regensburg
- Rhine [ˈraɪn] – Rhein
- Rhineland [ˈraɪnlænd] – Rheinland
- Rhineland-Palatinate – Rheinland-Pfalz

## S
- Saltzburgh[1] – Salzburg
- Saxony [ˈsæksəni] – Sachsen
- Saxony-Anhalt – Sachsen-Anhalt
- Saxon Switzerland  – Sächsische Schweiz
- Silesia – Schlesien
- Sleswick[1] – Duchy of Schleswig
- South Prussia – Südpreußen
- South Tyrol – Südtirol
- Spires [ˈspaɪəz] – Speyer
- Styria [ˈstɪriə] – Steiermark
- Swabia [ˈsweɪbiə] – Schwaben
- Switzerland – Schweiz

## T
- Teutoburg Forest – Teutoburger Wald
- Thuringia [θjʊəˈrɪnʤiə] – Thüringen
- Thuringian Forest – Thüringer Wald
- Treves, Triers[1] – Trier
- Tubingen[1] – Tübingen
- Tyrol [tɪˈrəʊl] – Tirol

## U
- Upper Bavaria – Oberbayern
- Upper Swabia – Oberschwaben

## V
- Vienna [viˈenə] – Wien

## W
- Weser Uplands – Weserbergland
- Westphalia [westˈfeɪliə] – Westfalen
- West Prussia – Westpreußen
- Weteraw[1] – Wetterau
- Wirtemberg[1] – Württemberg
- Wirtzburg[1] – Würzburg
- Wittemberg[1] – Wittenberg

## Z
- Zürich [ˈzjʊərɪk] – Zürich[3]
- Zweybrucken,[1] Deuxponts[1] – Zweibrücken
- Zwickaw[1] – Zwickau